# Louis Ernst (officer)
 Der er flere personer med dette navn, se Louis Ernst.
Louis Jacob Marius Ernst (15. august 1863 i København – 15. marts 1947) var en dansk officer, bror til C.F.S. Ernst.
Han var søn af generalløjtnant Jacob Ernst og hustru, blev 1883 premierløjtnant ved artilleriet, 1892 kaptajn, 1909 oberstløjtnant, 1913 stabschef for generalinspektøren for artilleriet og 1917 oberst. Ernst blev 1923 chef for Artilleriskydeskolen og 1925 generalmajor og generalinspektør for artilleriet. Han afgik fra Hæren 1930.
I perioden 1889-1908 underviste han på Hærens Officerskole i fysik og elektroteknik og skrev flere lærebøger til brug i faget. Han var medlem af Elektricitetskommissionen 1907-31, var 1926-30 præsident for den tyrkisk-syriske grænsekommission.
Ernst blev Ridder af Dannebrogordenen 1900, Dannebrogsmand 1908, Kommandør af 2. grad 1920 og af 1. grad 1927.